# 海南苏铁
海南蘇鐵(Cycas hainanensis)，俗稱龍尾草或刺柄蘇鐵，是一種在中國海南省生長的常绿棕榈状木本植物，屬於蘇鐵科蘇鐵屬，現時只在海南島東南部的万宁及東北部的海口有發現。其种加词“hainanensis”意为“海南的”。
海南蘇鐵生長於海拔200米至1,000米的地區，目前尚未由人工引種栽培。
海南蘇鐵被世界自然保护联盟红色名录列为濒危物种，也是濒危野生动植物种国际贸易公约附录II物种，还是中国国家I级重点保护植物。